# NS 3400
De serie NS 3400 was een serie goederenstoomlocomotieven van de Nederlandse Spoorwegen (NS), besteld door diens voorganger Hollandsche IJzeren Spoorweg-Maatschappij (HSM).
De HSM bestelde rond 1920 een goederenuitvoering van de serie 501-535 bij de fabriek Berliner Maschinenbau (voorheen Schwartzkopff) in Berlijn, te leveren als de serie 821-840. Wegens de samenvoeging van het materieelpark van de HSM en de SS in 1921 werden de locomotieven met de NS-nummers 4101-4120 geleverd. Nog in hetzelfde jaar werden de locomotieven vernummerd in de definitieve nummering als serie 3401-3420.
Tijdens de Tweede Wereldoorlog werd driekwart van de serie (3401-3412, 3415, 3419 en 3420) naar Duitsland weggevoerd, waarvan er dertien weer terugkeerden. De 3411 en 3420 keerden niet meer terug en werden in 1950 administratief afgevoerd. De 3420 heeft tot 1950 nog gerangeerd in Rostock. In 1951 werden de 3411 en 3420 in Hagenow-Land gesloopt.
Van de vijf in Nederland gebleven locomotieven werden twee stuks en van de teruggekeerde dertien locomotieven werden zes stuks hersteld en weer in dienst gesteld. Deze hebben tot 1953 voornamelijk in de Rietlanden en voor de olietreinen van Schoonebeek naar Pernis dienstgedaan.
De niet meer te repareren locomotieven werden in 1947 afgevoerd.
| Fabrieksnummer | In dienst | Beoogd HSM nummer | NS nummer (1921) | NS nummer (1921) | Uit dienst | Bijzonderheden                                                                      |
| -------------- | --------- | ----------------- | ---------------- | ---------------- | ---------- | ----------------------------------------------------------------------------------- |
| 7296           | 1921      | 821               | 4101             | 3401             | 1947       | Weggevoerd naar Duitsland, na terugkeer afgevoerd wegens oorlogsschade.             |
| 7297           | 1921      | 822               | 4102             | 3402             | 1947       | Weggevoerd naar Duitsland, na terugkeer afgevoerd wegens oorlogsschade.             |
| 7298           | 1921      | 823               | 4103             | 3403             | 1953       | Weggevoerd naar Duitsland, na terugkeer hersteld van oorlogsschade.                 |
| 7299           | 1921      | 824               | 4104             | 3404             | 1947       | Weggevoerd naar Duitsland, na terugkeer afgevoerd wegens oorlogsschade.             |
| 7300           | 1921      | 825               | 4105             | 3405             | 1947       | Weggevoerd naar Duitsland, na terugkeer afgevoerd wegens oorlogsschade.             |
| 7301           | 1921      | 826               | 4106             | 3406             | 1947       | Weggevoerd naar Duitsland, na terugkeer afgevoerd wegens oorlogsschade.             |
| 7302           | 1921      | 827               | 4107             | 3407             | 1947       | Weggevoerd naar Duitsland, na terugkeer afgevoerd wegens oorlogsschade.             |
| 7303           | 1921      | 828               | 4108             | 3408             | 1953       | Weggevoerd naar Duitsland, na terugkeer hersteld van oorlogsschade.                 |
| 7304           | 1921      | 829               | 4109             | 3409             | 1950       | Weggevoerd naar Duitsland, na terugkeer hersteld van oorlogsschade.                 |
| 7305           | 1921      | 830               | 4110             | 3410             | 1953       | Weggevoerd naar Duitsland, na terugkeer hersteld van oorlogsschade.                 |
| 7306           | 1921      | 831               | 4111             | 3411             | 1951       | Weggevoerd naar Duitsland, als vermist opgegeven. In 1951 gesloopt in Hagenow-Land. |
| 7307           | 1921      | 832               | 4112             | 3412             | 1953       | Weggevoerd naar Duitsland, na terugkeer hersteld van oorlogsschade.                 |
| 7308           | 1921      | 833               | 4113             | 3413             | 1949       | Hersteld van oorlogsschade                                                          |
| 7309           | 1921      | 834               | 4114             | 3414             | 1947       | Afgevoerd wegens oorlogsschade.                                                     |
| 7310           | 1921      | 835               | 4115             | 3415             | 1953       | Weggevoerd naar Duitsland, na terugkeer hersteld van oorlogsschade.                 |
| 7311           | 1921      | 836               | 4116             | 3416             | 1947       | Afgevoerd wegens oorlogsschade.                                                     |
| 7312           | 1921      | 837               | 4117             | 3417             | 1950       | Hersteld van oorlogsschade                                                          |
| 7313           | 1921      | 838               | 4118             | 3418             | 1947       | Afgevoerd wegens oorlogsschade.                                                     |
| 7314           | 1921      | 839               | 4119             | 3419             | 1947       | Weggevoerd naar Duitsland, na terugkeer afgevoerd wegens oorlogsschade.             |
| 7315           | 1921      | 840               | 4120             | 3420             | 1951       | Weggevoerd naar Duitsland, als vermist opgegeven. In 1951 gesloopt in Hagenow-Land. |

## Foto's

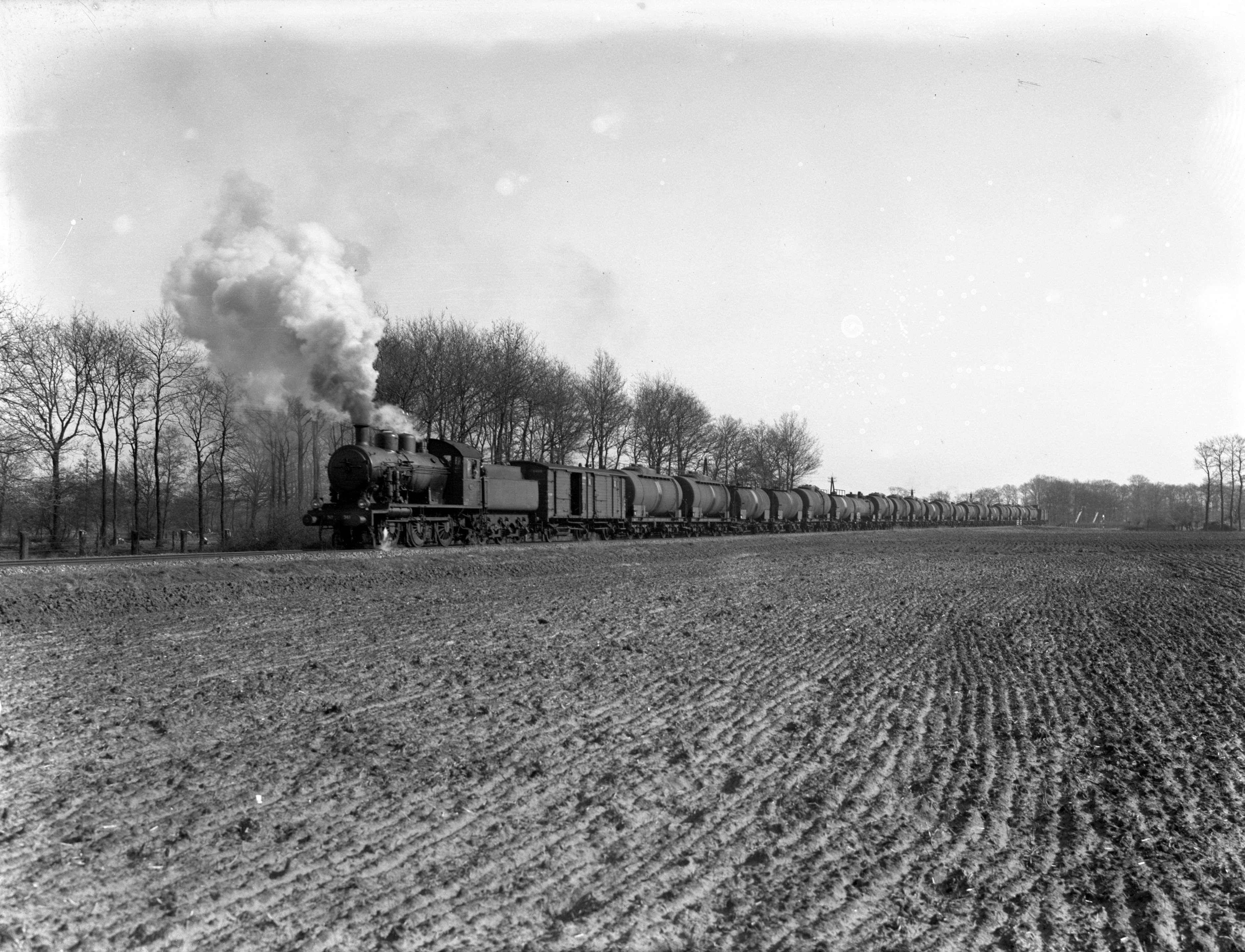
Een stoomlocomotief uit de serie 3400 van de N.S. met een olietrein nabij Dalfsen. (1951)
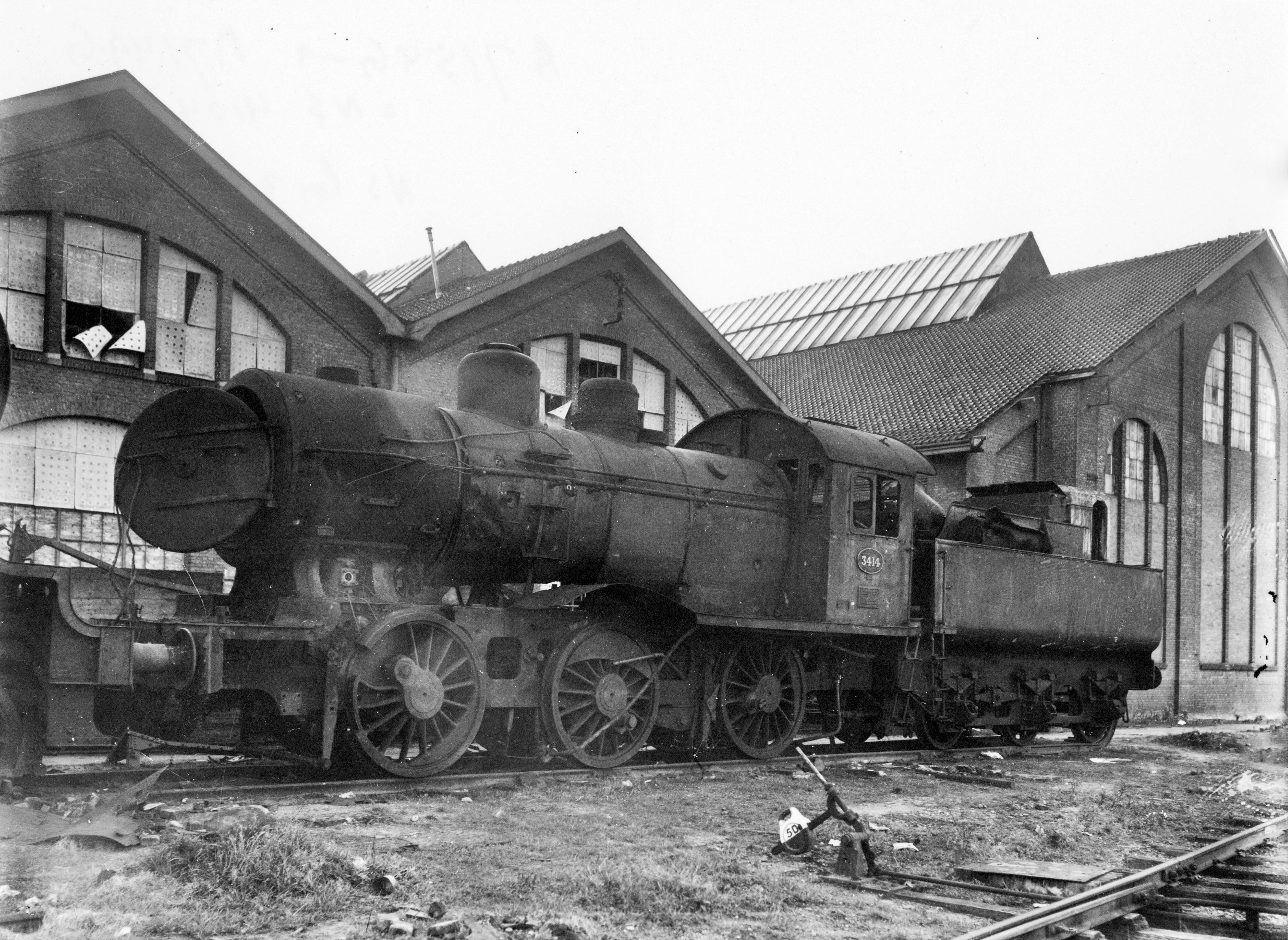
Tijdens de oorlog vernielde stoomlocomotief NS 3414 bij de centrale werkplaats te Zwolle (1946)
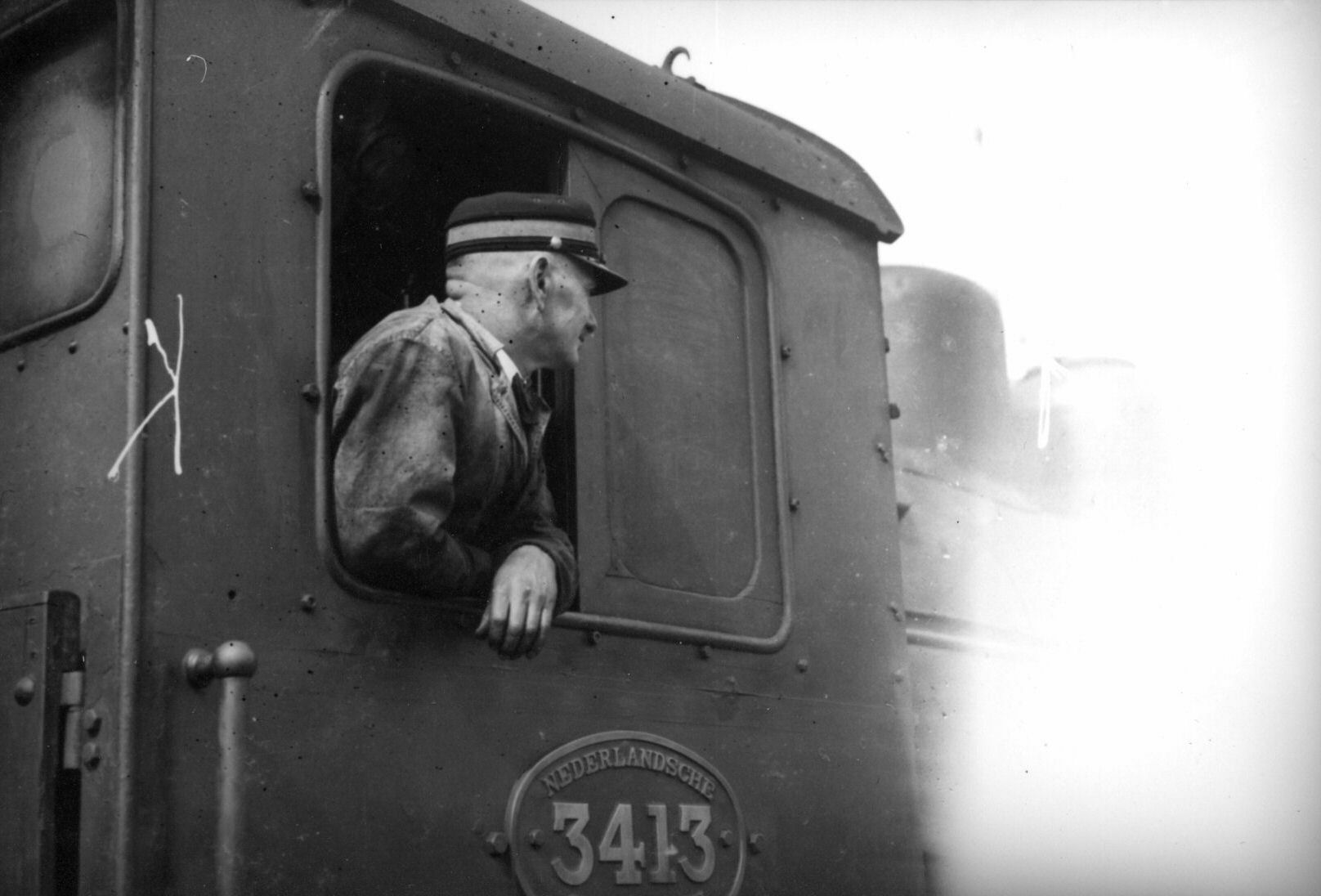
Machinist in het machinistenhuis van de stoomlocomotief NS 3413. (Tussen 1925 en 1935)
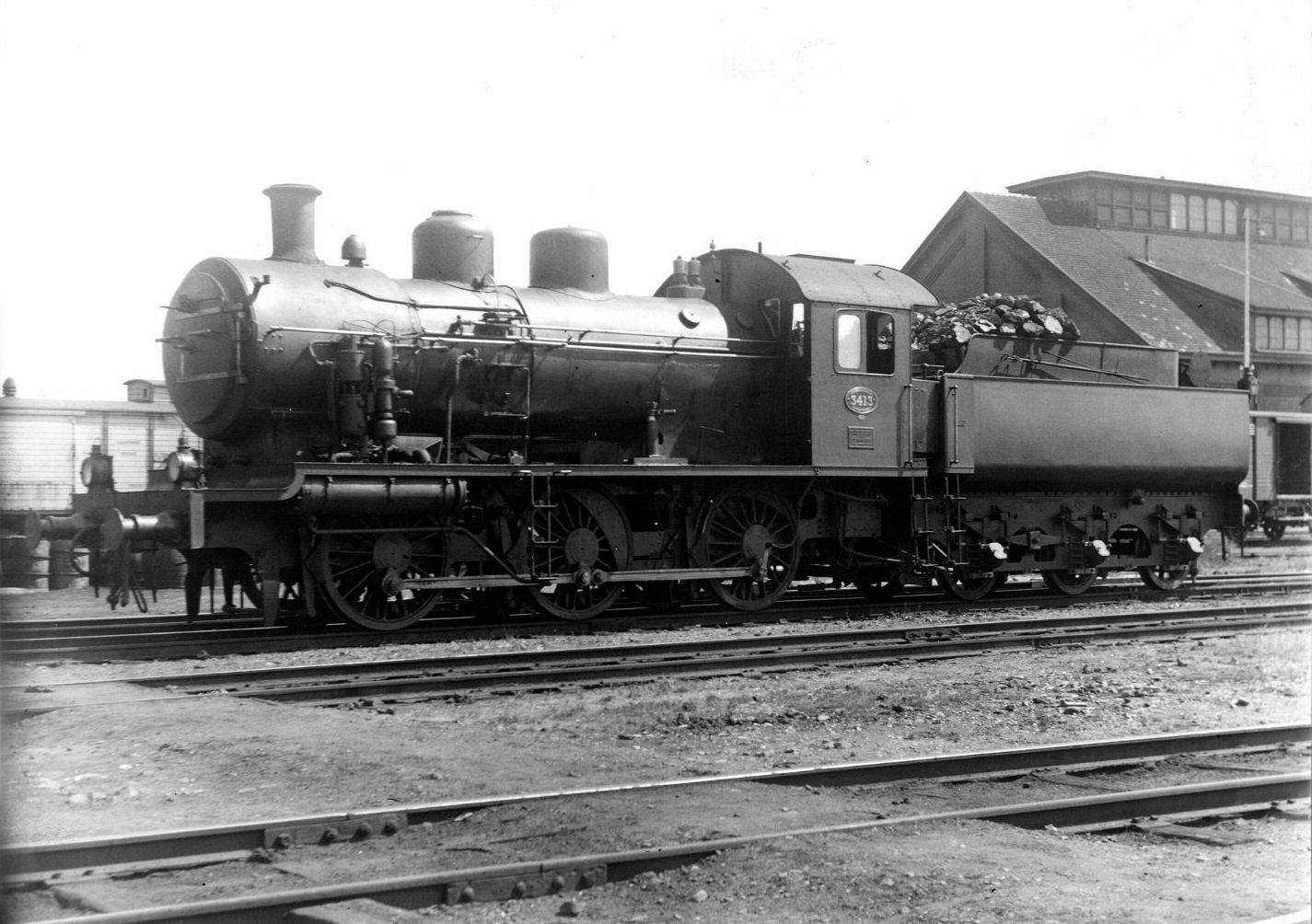
NS 4313 vermoedelijk te Amsterdam Rietlanden (Tussen 1925 en 1935)